# Deathstars
«Deathstars» (укр. Зірки Смерті) — шведський метал-гурт зі Стремстаду, заснований в січні 2000 року. Стиль колективу представляє суміш готичного металу та індастріал-металу.

## Історія

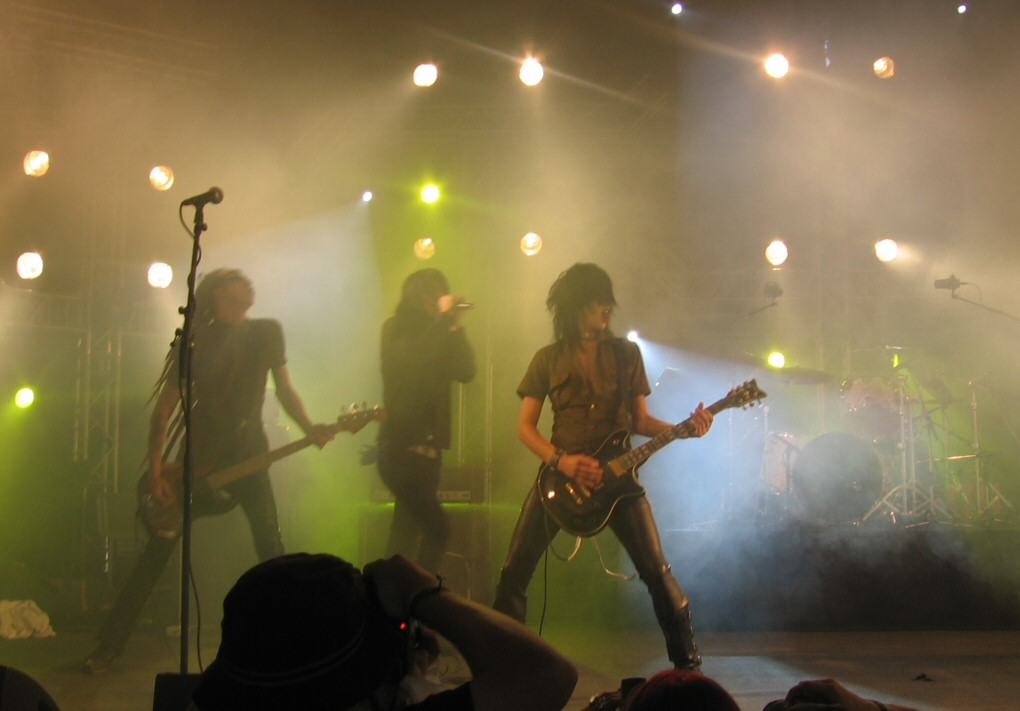

При утворенні гурту до складу входили вокаліст та автор текстів Андреас Берг (прізвисько «Whiplasher Bernadotte»), гітарист Ерік Галворсен («Beast X Electric»), гітарист і клавішник Еміл Нодтвейдт («Nightmare Industries») і барабанщик Олі Оман («Bone W Machine»). Члени гурту знали один одного з дитинства після зростання в Стрьомстаді. Перший альбом «Synthetic Generation» був записаний навесні 2002 року, тоді ж його випустили на «LED Recording» у Швеції. З 2000 року гурт мав контакти з людьми з «LED Recording», які були в захваті після прослуховування демо «Deathstars», був записаний альбом і відзнято два відеокліпи. Світовий реліз відбувся 10 листопада 2003 року.
Відеокліпи гурту увійшли у подвійну DVD збірку «Monsters Of Metal» й отримали ротацію на німецькому каналі «Viva Plus TV». «Synthetic Generation» був записаний в «Fredman Studios» під наглядом Андерса Фрідена (учасник «In Flames»), змікшований Штефаном Глауманном, продюсуванням займався Еміль Нодтвейдт. В альбомі є 2 бонус-треки, включаючи композицію «White Wedding», кавер Біллі Айдола. На підтримку «Synthetic Generation» гурт відіграв понад 20 концертів. Восени 2003 року пройшло турне з «Paradise Lost» (Німеччина, Швейцарія, Італія, Франція, Іспанія, Бельгія, Велика Британія). Альбом також вийшов у Південній і Північній Америці та Росії.
У жовтні 2003 року для організації повноцінних концертів на підтримку альбому був узятий новий бас-гітарист — Йонас Кангур (прізвисько «Skinny Disco»), на початку 2004 року він став повноправним учасником колективу. Влітку того ж року гурт виступив на фестивалі «Wave Gothic Treffen» (Лейпциг, Німеччина), а у вересні — на «Stockholm Pride». Одна з композицій з «Synthetic Generation» увійшла до саундтреку фільму «Один у темряві» за участю Крістіана Слейтера.
У серпні 2005 року з гурту пішов Галворсен. «Deathstars» почали запис нового альбому «Termination Bliss» у власній студії Нодтвейдта і Кангур «Black Syndicate Studios», в якій був записаний «Termination Bliss». Змікшував альбом знову Штефан Глауманн. Нодтвейдт виконав на записі всі гітарні партії, а для турів був запрошений сесійний музикант Ерік Бакман («Cat Casino»). Реліз альбому відбувся 27 січня 2006 року, альбом містить два бонус-треки — ремікс від «Mortiis» «Blitzkrieg (Driven On Mix)» та фортепіанну версію головної композиції. Партії жіночого бек-вокалу належать шведській оперній співачці Енн Екберг.
14 жовтня 2011 вийшов сингл «Metal» з компіляції «The Greatest Hits On Earth», яка містила найкращі композиції гурту і 2 нових треки, альбом вийшов 4 листопада. 6 листопада стартував тур німецького гурту «Rammstein» «Made in Germany 1995–2011», в якому гурт виступав на розігріві.

## Склад

### Теперішні учасники
- Андреас «Whiplasher Bernadotte» Берг — вокал, тексти пісень
- Еміль «Nightmare Industries» Нортвейдт — гітара, клавішні
- Йонас «Skinny Disco» Кангур — бас-гітара, бек-вокал
- Ерік «Cat Casino» Бакман — гітара

### Колишні учасники
- Ерік «Beast X Electric» Галворсен — гітара
- Оле «Bone W Machine» Оман — ударні
- Оскар «Vice» Леандер — ударні

## Дискографія

### Альбоми
- 2002 — «Synthetic Generation»
- 2006 — «Termination Bliss»
- 2009 — «Night Electric Night»
- 2014 — «The Perfect Cult»

### Сингли
- 2001 — «Synthetic Generation»
- 2002 — «Syndrome»
- 2005 — «Cyanide»
- 2006 — «Blitzkrieg»
- 2008 — «Death Dies Hard»
- 2011 — «Metal»

### Компіляції
- 2010 — «Decade of Debauchery»
- 2011 — «The Greatest Hits on Earth»

## Відео
- 2001 — «Synthetic Generation»
- 2002 — «Syndrome»
- 2005 — «Cyanide»
- 2006 — «Blitzkrieg Boom»
- 2007 — «Virtue to Vice»
- 2009 — «Death Dies Hard»
- 2011 — «Metal»
- 2014 — «All the devils toys»